# Institut catholique de Paris
Institut catholique de Paris (česky Katolický institut v Paříži) je katolická univerzita v Paříži. Hlavní sídlo ústavu se nachází v 6. obvodu v ulici Rue d'Assas č. 21.

## Historie
Institut byl založen v roce 1875 pod názvem Université catholique de Paris (Katolická univerzita v Paříži). Získal sídlo v bývalém klášteře karmelitánů, ale tyto prostory byly nevyhovující. Proto v letech 1894-1897 proběhla první přestavba. Následovaly stavební úpravy v letech 1929-1930 a 1932-1933.

## Současnost
Institut dnes zahrnuje celkem 21 celků: šest fakult (teologie, literatury, filosofie, sociálních věd, pedagogiky a církevního práva), vědecké ústavy, odborné vysoké školy, univerzitní kněžský seminář, výzkumné laboratoře i dvě muzea. Institut je financován katolickou církví, má celkem 7500 studentů a 750 zaměstnanců. V rozsáhlém komplexu ústavu se nachází vedle fakult, knihoven a výzkumných laboratoří také kněžský seminář a kostel Saint-Joseph-des-Carmes.
Institut tvoří spolu s dalšími čtyřmi francouzskými katolickými univerzitami v Lille, Lyonu, Angers a Toulouse Unii katolických vysokých škol (Union des Etablissements d'Enseignement Supérieur Catholiques) a je členem Mezinárodní federace katolických univerzit (International Federation of Catholic Universities), ke které patří na světě téměř 200 katolických univerzit.

## Významní absolventi a učitelé
- Simone de Beauvoirová, filozofka
- Édouard Branly, fyzik; jeho muzeum je součástí institutu
- Michel de Certeau, historik, sociolog a filosof
- Jean Daniélou, teolog a historik
- Matthew Fox, teolog
- Jean-Marie Lustiger, kardinál
- Jacques Maritain, filozof
- Pierre Teilhard de Chardin, geolog
- André Vingt-Trois, pařížský arcibiskup